# Everybody Hertz
Albums de Air
10,000 Hz Legend
(2001) City Reading (Tre Storie Western)
(2003)
Everybody Hertz est une compilation de remixes de morceaux tirés de 10,000 Hz Legend, deuxième album du groupe de musique électronique français Air.
Il inclut aussi un titre inédit The Way You Look Tonight et une vidéo live du titre People In The City.
Le titre est un jeu de mots avec le nom du morceau de R.E.M. Everybody Hurts.

## Liste des titres
Toutes les chansons sont écrites et composées par Jean-Benoît Dunckel et Nicolas Godin.
| No  | Titre                                                 | Durée |
| --- | ----------------------------------------------------- | ----- |
| 1.  | Don't Be Light (Edit)                                 | 3:17  |
| 2.  | Don't Be Light (Mr. Oizo Remix)                       | 4:17  |
| 3.  | How Does It Make You Feel ? (Adrian Sherwood Version) | 4:41  |
| 4.  | Don't Be Light (Neptunes Remix)                       | 4:11  |
| 5.  | People in the City (Modjo Version)                    | 4:50  |
| 6.  | Don't Be Light (The Hacker Remix)                     | 6:25  |
| 7.  | How Does It Make You Feel ? (Edit)                    | 3:38  |
| 8.  | Don't Be Light (Malibu Remix)                         | 5:21  |
| 9.  | People in the City (Jack Lahana Remix)                | 5:09  |
| 10. | The Way You Look Tonight                              | 6:18  |